# Unité urbaine d'Eu
L'unité urbaine d'Eu est une unité urbaine française centrée sur les communes d'Eu et du Tréport, proche d'un port de la Seine-Maritime au cœur d'une unité urbaine interdépartementale et interrégionale.

## Données géographiques
L'unité urbaine d'Eu est située tout au nord du département de la Seine-Maritime, en partie dans l'arrondissement de Dieppe, en limite du département voisin de la Somme que sépare la Bresle. La petite ville d'Eu dispose d'un territoire bordé par la Manche formant une péninsule sur la rive droite de la Bresle, fleuve côtier dont l'embouchure dans la Manche est à 4 km, au Tréport.
Eu est située à 4 km du Tréport, à 5 km de Mers-les-Bains, à 24 km de Saint-Valery-sur-Somme, à 31 km d'Abbeville, à 32 km de Dieppe et à 42 km de Neufchâtel-en-Bray. 

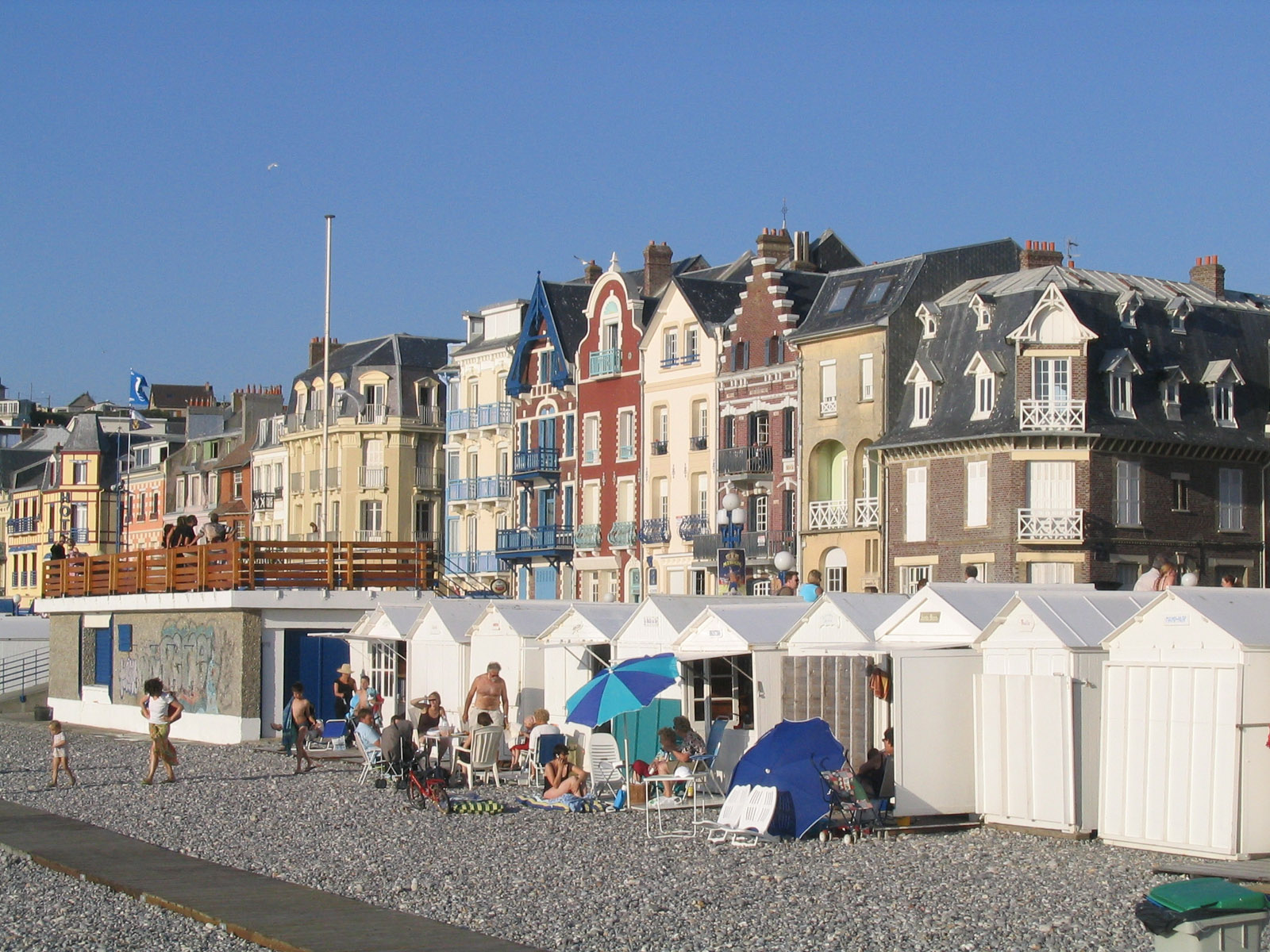
Vue du front de mer de Mers-les-Bains et des villas d'architecture balnéaire verticale

Par rapport aux grandes agglomérations les plus proches, elle est située à 80 km d'Amiens, la capitale régionale de la Picardie, à 102 km de Rouen, la capitale régionale de Haute-Normandie et à 179 km de Paris.
L'habitat et les activités s'étant concentrés au fond de la vallée, un temps autour du château d'Eu et du port, mais largement redistribués depuis, Eu fait partie, avec Le Tréport et Mers-les-Bains, d'une même entité (pas d'agglomération au sens "géopolitique" et administratif du terme), dite les « trois villes sœurs » et empiétant sur deux départements et deux régions.
La totalité de l'unité urbaine d'Eu fait partie d'une intercommunalité établie sur les deux départements et les deux régions dénommée communauté de communes des Villes Sœurs qui rassemble 28 communes.

## Données générales
En 2010, selon l'INSEE, l'unité urbaine d'Eu était composée de neuf communes, dont 5 sont situées dans le département de la Seine-Maritime, dans l'arrondissement de Dieppe comprenant entre autres Eu et Le Tréport, et les 4 autres dans le département de la Somme, dans l'arrondissement d'Abbeville dont Mers-les-Bains. 

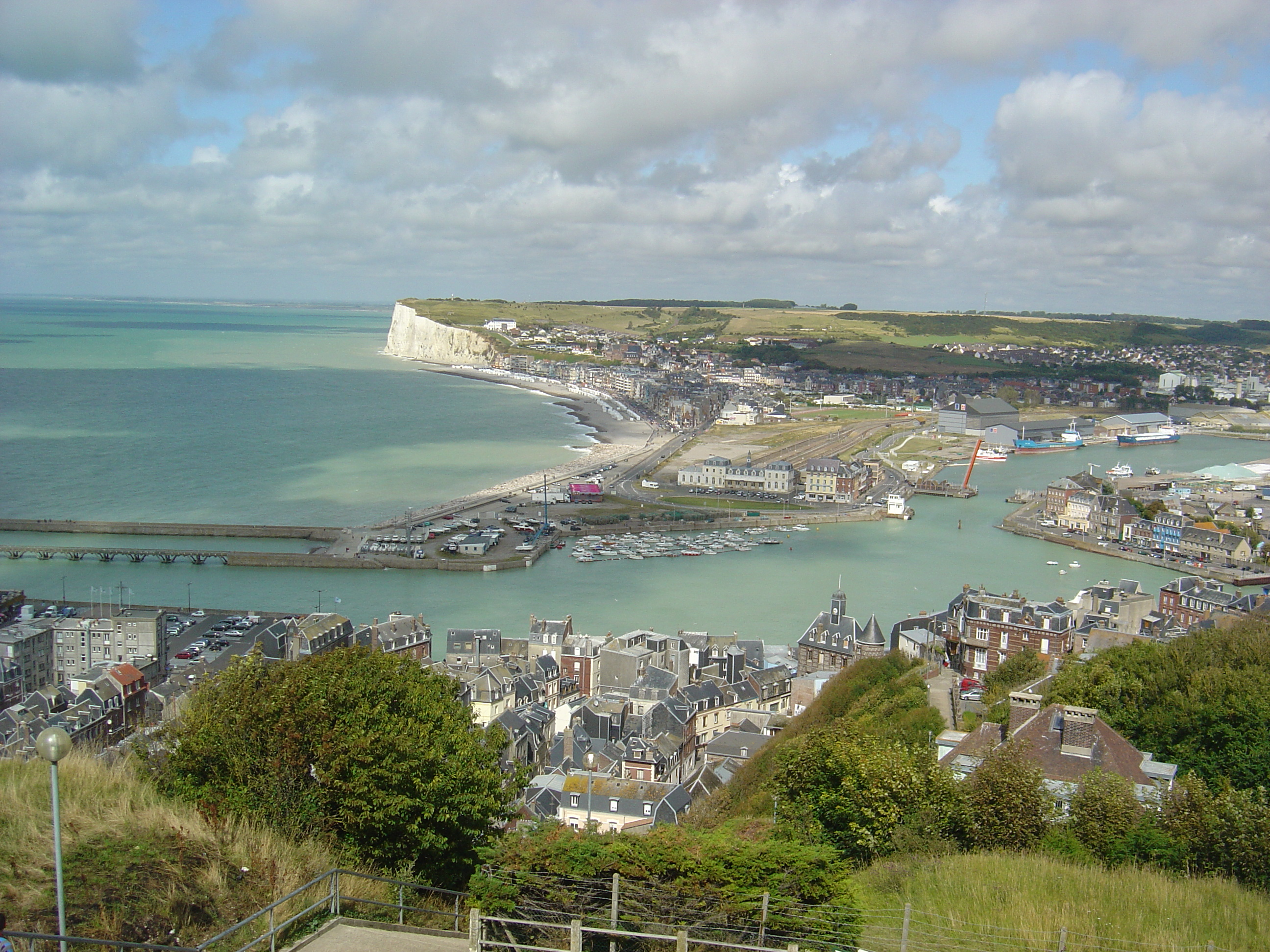
La station balnéaire du Tréport, sur la Manche, fait partie de l'unité urbaine d'Eu.

Dans le zonage de 2020, elle est composée de six communes, celles d'Incheville, Beauchamps et Bouvaincourt-sur-Bresle constituant l'unité urbaine d'Incheville.
En 2022, elle rassemble 15 627 habitants dont 12 819 habitants sont situés dans la partie en Seine-Maritime autour des villes d'Eu et du Tréport.

## Composition de l'unité urbaine en 2020
Elle est composée des six communes suivantes :
| Nom             | Code Insee | Département    | Statut       | Superficie (km2) | Population (dernière pop. légale) | Densité (hab./km2) | Modifier                                    |
| --------------- | ---------- | -------------- | ------------ | ---------------- | --------------------------------- | ------------------ | ------------------------------------------- |
| Eu              | 76255      | Seine-Maritime | ville-centre | 17,93            | 6 541 (2022)                      | 365                | modifier les données · modifier les données |
| Le Tréport      | 76711      | Seine-Maritime | ville-centre | 6,77             | 4 417 (2022)                      | 652                | modifier les données · modifier les données |
| Flocques        | 76266      | Seine-Maritime | banlieue     | 4,93             | 720 (2022)                        | 146                | modifier les données · modifier les données |
| Ponts-et-Marais | 76507      | Seine-Maritime | banlieue     | 5,90             | 801 (2022)                        | 136                | modifier les données · modifier les données |
| Mers-les-Bains  | 80533      | Somme          | banlieue     | 5,39             | 2 536 (2022)                      | 471                | modifier les données · modifier les données |
| Oust-Marest     | 80613      | Somme          | banlieue     | 5,80             | 612 (2022)                        | 106                | modifier les données · modifier les données |

## Évolution démographique selon le zonage de 2020
Après avoir enregistré une forte croissance démographique entre 1968 et 1975, date à laquelle elle parvient à son chiffre de population le plus élevé, l'unité urbaine d'Eu a entamé une baisse démographique sensible au point qu'au recensement de 1999, elle est passée sous le chiffre de population de 1968, puis en 2016, elle est passée sous les 20 000 habitants.
| 1968   | 1975   | 1982   | 1990   | 1999   | 2008   | 2013   | 2019   |
| ------ | ------ | ------ | ------ | ------ | ------ | ------ | ------ |
| 20 231 | 21 915 | 20 971 | 20 206 | 19 522 | 18 473 | 17 290 | 16 095 |